# Jackie Milburn
John Edward Thompson Jackie Milburn (ur. 11 maja 1924 w Ashington – zm. 9 października 1988 w Ashington) – angielski piłkarz występujący podczas kariery na pozycji napastnika.

## Kariera klubowa
Jackie Milburn piłkarską karierę rozpoczął w Newcastle United w 1943. Ze Srokami trzykrotnie zdobył Puchar Anglii w 1951, 1952 i 1955. Ogółem w barwach Srok rozegrał 353 spotkania, w których zdobył 200 bramek. W latach 1957–1960 występował w Irlandii Północnej w stołecznym Linfield, w którym pełnił rolę grającego trenera. Z Linfield dwukrotnie zdobył mistrzostwo Irlandii Północnej w 1959 i 1960 oraz Puchar Irlandii Północnej w 1960. Karierę zakończył w amatorskim Yiewsley F.C. w 1962.
| Sezon   | Klub                  | Kraj              | Rozgrywki             | Mecze | Bramki |
| ------- | --------------------- | ----------------- | --------------------- | ----- | ------ |
| 1946/47 | Newcastle United F.C. | Anglia            | Division Two          | 24    | 7      |
| 1947/48 | Newcastle United F.C. | Anglia            | Division Two          | 39    | 21     |
| 1948/49 | Newcastle United F.C. | Anglia            | Division One          | 34    | 19     |
| 1949/50 | Newcastle United F.C. | Anglia            | Division One          | 30    | 18     |
| 1950/51 | Newcastle United F.C. | Anglia            | Division One          | 31    | 17     |
| 1951/52 | Newcastle United F.C. | Anglia            | Division One          | 32    | 25     |
| 1952/53 | Newcastle United F.C. | Anglia            | Division One          | 16    | 5      |
| 1953/54 | Newcastle United F.C. | Anglia            | Division One          | 39    | 16     |
| 1954/55 | Newcastle United F.C. | Anglia            | Division One          | 38    | 19     |
| 1955/56 | Newcastle United F.C. | Anglia            | Division One          | 38    | 19     |
| 1956/57 | Newcastle United F.C. | Anglia            | Division One          | 32    | 16     |
| 1957/58 | Linfield F.C.         | Irlandia Północna | Irish Football League | 20    | 29     |
| 1958/59 | Linfield F.C.         | Irlandia Północna | Irish Football League | 19    | 26     |
| 1959/60 | Linfield F.C.         | Irlandia Północna | Irish Football League | 15    | 13     |
| 1960/61 | Linfield F.C.         | Irlandia Północna | Irish Football League | 0     | 0      |

## Kariera reprezentacyjna
W reprezentacji Anglii Milburn zadebiutował 9 października 1948 w wygranym 6-2 meczu w British Home Championship z Irlandią Północną, w którym w 65 min. wpisał się na listę strzelców. W 1950 Milburn uczestniczył w mistrzostwach świata. Na turnieju w Brazylii wystąpił tylko w meczu z Hiszpanią. Ostatni raz w reprezentacji wystąpił 2 października 1955 w wygranym 5-1 towarzyskim meczu z Danią. Ogółem Cockburn rozegrał w reprezentacji 13 spotkań, w których zdobył 10 bramek.
| Mecze i gole w reprezentacji | Mecze i gole w reprezentacji | Mecze i gole w reprezentacji | Mecze i gole w reprezentacji | Mecze i gole w reprezentacji | Mecze i gole w reprezentacji | Mecze i gole w reprezentacji      |
| #                            | Data                         | Miasto                       | Przeciwnik                   | Gol                          | Wynik                        |                                   |
| ---------------------------- | ---------------------------- | ---------------------------- | ---------------------------- | ---------------------------- | ---------------------------- | --------------------------------- |
| 1.                           | 09.10.1948                   | Belfast                      | Irlandia Północna            | Gol                          | 6:2                          | British Home Championship         |
| 2.                           | 10.11.1948                   | Birmingham                   | Walia                        |                              | 1:0                          | British Home Championship         |
| 3.                           | 02.12.1948                   | Londyn                       | Szwajcaria                   | Gol                          | 6:0                          | towarzyski                        |
| 4.                           | 09.04.1949                   | Londyn                       | Szkocja                      | Gol                          | 1:3                          | British Home Championship         |
| 5.                           | 15.10.1948                   | Cardiff                      | Walia                        | Gol · Gol · Gol              | 4:1                          | el. MŚ, British Home Championship |
| 6.                           | 14.05.1950                   | Lizbona                      | Portugalia                   |                              | 5:3                          | towarzyski                        |
| 7.                           | 18.05.1950                   | Bruksela                     | Belgia                       |                              | 4:1                          | towarzyski                        |
| 8.                           | 02.07.1950                   | Rio de Janeiro               | Hiszpania                    |                              | 0:1                          | Mundial 1950                      |
| 9.                           | 15.11.1950                   | Sunderland                   | Walia                        | Gol                          | 4:2                          | British Home Championship         |
| 10.                          | 09.05.1951                   | Londyn                       | Argentyna                    | Gol                          | 2:1                          | towarzyski                        |
| 11.                          | 19.05.1951                   | Liverpool                    | Portugalia                   | Gol · Gol                    | 5:2                          | towarzyski                        |
| 12.                          | 03.10.1951                   | Londyn                       | Francja                      |                              | 2:2                          | towarzyski                        |
| 13.                          | 02.10.1955                   | Kopenhaga                    | Dania                        |                              | 5:1                          | towarzyski                        |